# Cornelis van Staveren
Cornelis van Staveren (Leimuiden, 14 juni 1889 - Oude Wetering, 10 april 1982) was een Nederlands zeiler.
Hij maakte deel uit van het team dat op de Olympische Zomerspelen  in 1928 een zilveren medaille behaalde in de 8 meter klasse. Naast Van Staveren bestond het team in de boot Hollandia uit Johannes van Hoolwerff, Gerard de Vries Lentsch, Maarten de Wit, Lambertus Doedes en Hendrik Kersken.  